# Kendig Creek
Kendig Creek – rzeka w Stanach Zjednoczonych, w stanie Nowy Jork, w hrabstwie Seneca. Rzeka jest jednym z dopływów rzeki Seneca. Długość cieku nie została określona, natomiast powierzchnia zlewni wynosi 51 km².